# 케랄라 국제 영화제

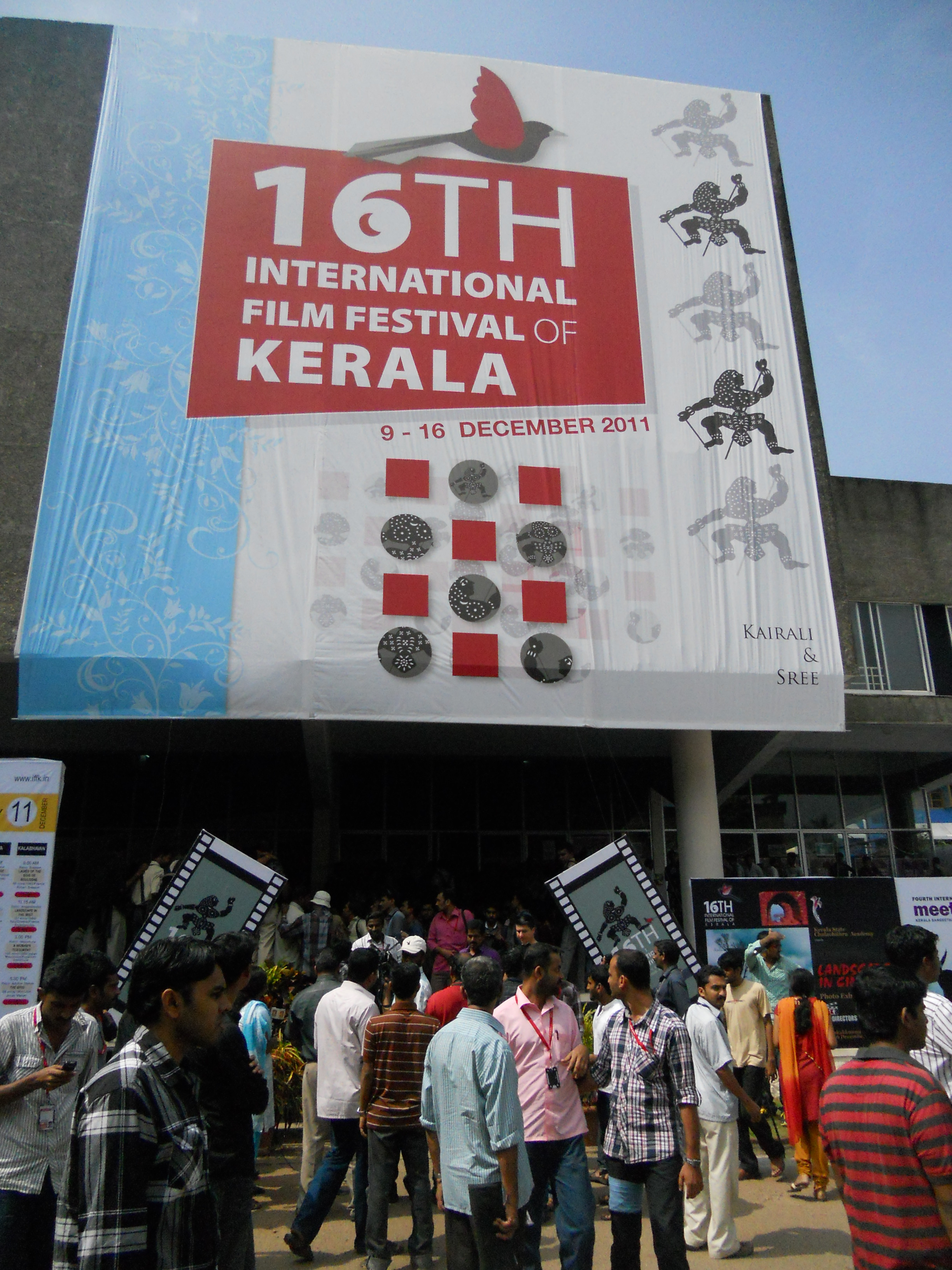

케랄라 국제 영화제(영어: International Film Festival of Kerala, IFFK, 말라얄람어: അന്തർദേശീയ ചലച്ചിത്രോത്സവം കേരളം)는 인도 케랄라 주에서 개최되는 영화제이다. 케랄라 주는 인도 최남단에 위치해 있다. 이 영화제는 1996년 창설되었으며, 볼리우드 영화가 강세인 인도 내에서 예술 영화, 독립 영화가 다수 제작되는 지역 분위기에 맞게 다수의 국외 예술 영화들이 매년 고르게 상영되고 있는 영화제이다.